# Pseudoporicellaria fenestrata
Pseudoporicellaria fenestrata är en mossdjursart som beskrevs av Jean-Loup d'Hondt 1987. Pseudoporicellaria fenestrata ingår i släktet Pseudoporicellaria och familjen Candidae. Inga underarter finns listade i Catalogue of Life.